# Erkki Mallenius
Erkki Aarno Mallenius (ur. 12 stycznia 1928 w Lappeenrancie, zm. 2 lipca 2003 w Pori) – fiński bokser kategorii lekkopółśredniej, brązowy medalista letnich igrzysk olimpijskich w Helsinkach.